# Edenílson
Edenílson Andrade dos Santos, noto semplicemente come Edenílson (Porto Alegre, 18 dicembre 1989), è un calciatore brasiliano, centrocampista del Grêmio.

## Caratteristiche tecniche
Edenilson accompagna un'ottima velocità e accelerazione a una grande prestanza fisica. Di piede destro, gioca prevalentemente in un centrocampo a quattro, dove riesce a coprire tutta la fascia grazie all'ottima corsa. Gioca indistintamente sia nel 4-4-2 sia nel 4-3-3, dove può ricoprire il ruolo di esterno d'attacco.

## Carriera

### Club
Dopo aver militato nei settori giovanili del Guarani-VA prima e del Caxias poi, esordisce tra i professionisti proprio con la squadra brasiliana dello Stato di Rio Grande do Sul. Debutta infatti nel Campionato Gaúcho il 22 gennaio 2009 contro il Veranópolis.
Dopo due anni, con 33 presenze e 2 gol nel Gauchão, si trasferisce al Corinthians. Il 10 ottobre 2012 mette a segno il suo primo gol con la maglia bianconera, in occasione della vittoria casalinga (3-2) contro il Flamengo.
Qui, nel giro di tre anni, conquista un campionato brasiliano, una Coppa Libertadores, una Coppa del mondo per club, un Campionato Paulista e una Recopa Sudamericana.

#### L'arrivo in Italia all'Udinese e il prestito al Genoa
Il 20 gennaio 2014 si trasferisce alla squadra italiana dell'Udinese per una cifra intorno ai 3,5 milioni di Euro.
L'11 agosto passa in prestito al Genoa e il 24 agosto gioca la sua prima partita ufficiale con la maglia rossoblù nella gara in trasferta, valevole per il terzo turno preliminare della Coppa Italia, vinta 1-0 contro il Lanciano. Riesce a conquistare il posto da titolare praticamente subito, a discapito dell'ex romanista Aleandro Rosi, grazie alle buone prestazioni offerte. Contribuisce positivamente alla conquista del sesto posto, garantendo sempre una buona spinta offensiva sulla fascia e mettendo a segno ben 4 assist vincenti per i compagni in 30 presenze. Torna all'Udinese a fine stagione.

#### Udinese e nuovo prestito al Genoa
Durante il campionato 2015-2016 viene utilizzato molto dal tecnico Colantuono fino a marzo 2016, ed al suo esonero viene invece utilizzato meno dal neo-tecnico De Canio. Colleziona comunque 29 presenze in campionato e una in Coppa Italia, siglando anche una rete il 16 agosto 2015 nel terzo turno contro il Novara. Nel campionato 2016-2017 colleziona due presenze in panchina nelle prime due giornate, prima di essere ceduto in prestito al Genoa l'ultimo giorno di mercato
Esordisce di nuovo con i rossoblù il 21 settembre 2016, nel pareggio interno per 0-0 contro il Napoli. Il 29 marzo 2017 chiede e ottiene di lasciare la squadra, per fare ritorno in Brasile e concretizzare il trasferimento all'Internacional il giorno seguente.

#### Prestito all'Internacional
Il 30 marzo 2017 passa in prestito all'Internacional.
In data 11 luglio 2018 l'Internacional ha esercitato l'opzione prevista dal contratto di prestito e reso definitivo il trasferimento, firmando un contratto triennale con Edenílson.

#### Atlético Mineiro
Il 22 dicembre 2022, Edenílson ha firmato per l'Atlético Mineiro, sovrascrivendo un contratto triennale.

### Nazionale
Nell'agosto 2021 viene convocato per la prima volta, all'età di quasi 32 anni, in nazionale. Il 10 settembre esordisce dunque con la nazionale brasiliana, subentrando a Gerson nella sfida vinta 2-0 contro il Perù, valevole per le qualificazioni al campionato del mondo 2022.

## Statistiche

### Presenze e reti nei club
Statistiche aggiornate al 10 agosto 2023.
| Stagione             | Squadra              | Campionato           | Campionato | Campionato | Coppe nazionali | Coppe nazionali | Coppe nazionali | Coppe continentali | Coppe continentali | Coppe continentali | Altre coppe | Altre coppe | Altre coppe | Totale | Totale |
| Stagione             | Squadra              | Comp                 | Pres       | Reti       | Comp            | Pres            | Reti            | Comp               | Pres               | Reti               | Comp        | Pres        | Reti        | Pres   | Reti   |
| -------------------- | -------------------- | -------------------- | ---------- | ---------- | --------------- | --------------- | --------------- | ------------------ | ------------------ | ------------------ | ----------- | ----------- | ----------- | ------ | ------ |
| 2010                 | Caxias               | PD/RS+A              | 16+0       | 2          | -               | -               | -               | -                  | -                  | -                  | -           | -           | -           | 16     | 2      |
| 2011                 | Caxias               | PD/RS+A              | 17+0       | 0          | CB              | 2               | 0               | -                  | -                  | -                  | -           | -           | -           | 19     | 0      |
| Totale Caxias        | Totale Caxias        | Totale Caxias        | 33+0       | 2          |                 | 2               | 0               |                    | -                  | -                  |             | -           | -           | 35     | 2      |
| 2011                 | Corinthians          | A1/SP+A              | 0+26       | 0          | -               | -               | -               | -                  | -                  | -                  | -           | -           | -           | 26     | 0      |
| 2012                 | Corinthians          | A1/SP+A              | 13+23      | 0+2        | -               | -               | -               | CL                 | 7                  | 0                  | Cmc         | 0           | 0           | 43     | 2      |
| 2013                 | Corinthians          | A1/SP+A              | 16+36      | 1+0        | CB              | 4               | 0               | CL+RS              | 4+2                | 1+0                | -           | -           | -           | 62     | 2      |
| 2014                 | Corinthians          | A1/SP+A              | 1+0        | 0          | -               | -               | -               | -                  | -                  | -                  | -           | -           | -           | 1      | 0      |
| Totale Corinthians   | Totale Corinthians   | Totale Corinthians   | 30+85      | 1+2        |                 | 4               | 0               |                    | 13                 | 1                  |             | 0           | 0           | 132    | 3      |
| 2014-2015            | Genoa                | A                    | 30         | 0          | CI              | 1               | 0               | -                  | -                  | -                  | -           | -           | -           | 31     | 0      |
| 2015-2016            | Udinese              | A                    | 29         | 0          | CI              | 1               | 1               | -                  | -                  | -                  | -           | -           | -           | 30     | 1      |
| 2016-2017            | Genoa                | A                    | 16         | 0          | CI              | 1               | 0               | -                  | -                  | -                  | -           | -           | -           | 17     | 0      |
| Totale Genoa         | Totale Genoa         | Totale Genoa         | 46         | 0          |                 | 2               | 0               |                    | -                  | -                  |             | -           | -           | 48     | 0      |
| 2017                 | Internacional        | PD/RS+B+PL           | 5+31+1     | 0+1+0      | -               | -               | -               | -                  | -                  | -                  | -           | -           | -           | 37     | 1      |
| 2018                 | Internacional        | PD/RS+A              | 9+33       | 0+3        | CB              | 3               | 2               | -                  | -                  | -                  | -           | -           | -           | 45     | 5      |
| 2019                 | Internacional        | PD/RS+A              | 11+30      | 0+5        | CB              | 8               | 2               | CL                 | 9                  | 1                  | -           | -           | -           | 58     | 8      |
| 2020                 | Internacional        | PD/RS+A              | 9+33       | 3+6        | CB              | 4               | 0               | CL                 | 8                  | 0                  | -           | -           | -           | 54     | 9      |
| 2021                 | Internacional        | PD/RS+A              | 11+33      | 3+11       | CB              | 0               | 0               | CL                 | 8                  | 1                  | -           | -           | -           | 52     | 15     |
| 2022                 | Internacional        | PD/RS+A              | 12+31      | 1+6        | CB              | 0               | 0               | CS                 | 10                 | 3                  | -           | -           | -           | 53     | 10     |
| Totale Internacional | Totale Internacional | Totale Internacional | 57+181+1   | 7+34       |                 | 15              | 4               |                    | 35                 | 5                  |             | -           | -           | 289    | 50     |
| 2023                 | Atlético Mineiro     | M1/MG+A              | 11+28      | 0+1        | CB              | 3               | 0               | CL                 | 9                  | 1                  | -           | -           | -           | 51     | 2      |
| Totale carriera      | Totale carriera      | Totale carriera      | 511        | 47         |                 | 27              | 5               |                    | 57                 | 7                  |             | 0           | 0           | 595    | 59     |

### Cronologia presenze e reti in nazionale
| Cronologia completa delle presenze e delle reti in nazionale ― Brasile | Cronologia completa delle presenze e delle reti in nazionale ― Brasile | Cronologia completa delle presenze e delle reti in nazionale ― Brasile | Cronologia completa delle presenze e delle reti in nazionale ― Brasile | Cronologia completa delle presenze e delle reti in nazionale ― Brasile | Cronologia completa delle presenze e delle reti in nazionale ― Brasile | Cronologia completa delle presenze e delle reti in nazionale ― Brasile | Cronologia completa delle presenze e delle reti in nazionale ― Brasile |
| Data                                                                   | Città                                                                  | In casa                                                                | Risultato                                                              | Ospiti                                                                 | Competizione                                                           | Reti                                                                   | Note                                                                   |
| ---------------------------------------------------------------------- | ---------------------------------------------------------------------- | ---------------------------------------------------------------------- | ---------------------------------------------------------------------- | ---------------------------------------------------------------------- | ---------------------------------------------------------------------- | ---------------------------------------------------------------------- | ---------------------------------------------------------------------- |
| 9-9-2021                                                               | Recife                                                                 | Brasile                                                                | 2 – 0                                                                  | Perù                                                                   | Qual. Mondiali 2022                                                    | -                                                                      | 84’                                                                    |
| 14-10-2021                                                             | Manaus                                                                 | Brasile                                                                | 4 – 1                                                                  | Uruguay                                                                | Qual. Mondiali 2022                                                    | -                                                                      | 88’                                                                    |
| Totale                                                                 |                                                                        | Presenze                                                               | 2                                                                      |                                                                        | Reti                                                                   | 0                                                                      |                                                                        |

## Palmarès

### Competizioni nazionali
- Campionato brasiliano: 1

Corinthians: 2011

### Competizioni internazionali
- Coppa Libertadores: 1

Corinthians: 2012
- Coppa del mondo per club: 1

Corinthians: 2012
- Recopa Sudamericana: 1

Corinthians: 2013

### Competizioni statali
- Campionato paulista: 1

Corinthians: 2013
- Campionato Mineiro: 2

Atlético Mineiro: 2023, 2024
- Recopa Gaúcha: 1

Grêmio: 2025